# 高舉 (萬曆進士)
高举（1553年—1624年），字鹏程，号东溟。山東淄川縣人。明代政治人物。

## 生平
高汝登次子。嘉靖三十二年（1553年）二月十六日子时，母杨氏梦见月亮入怀，遂生之。萬曆四年（1576年）丙子科山东乡试第三十九名举人，万历八年（1580年）庚辰科会试第二百五十名，三甲一百三十名進士。刑部觀政，本年授完县知县，十年调任湖廣蒲圻縣知縣。十四年行取，选授河南道御史，十六年差巡按真定，十七年二月告病。十九年复除本职，差巡按淮扬，二十一年养病。二十三年补河南道御史，本年监试武场，二十四年差巡按顺天、永平、保定、河间四府，二十六年巡视京营，本年丁憂。二十九年七月补原职，十二月任顺天提学御史，三十一年四月升大理寺右寺丞，三十三年丁憂歸。三十六年五月复除左寺丞原官，七月升大理寺右少卿，三十七年正月升官至右佥都御史、浙江巡抚。四十一年七月因被南京陕西道御史赵绂劾奏贪戾顽钝，遂称病辞官。高举为官清廉，人稱中丞公，史稱“中承公有文武略，建节两浙，去后悠羊杜之思。”天启四年（1624年）卒。

## 家族
曾祖高傑。祖父高冔。父高汝登。母杨氏。重庆下。兄高攀、弟高譽。娶鄒氏。有子高所蘊。孫高珩，崇祯癸未進士；高瑺，顺治丙戌解元；高琭，康熙丁未進士。曾孫高之騊（高珩子），顺治辛丑進士。